# حرب الاستقلال الإكوادورية
حرب الاستقلال الإكوادورية هي حرب اندلعت بين عامي 1820 و1822 بين عددٍ من القوات الأمريكية الجنوبية وإسبانيا، ودارت الحرب حول السيطرة على الأراضي التابعة لمجلس كيتو الملكي، وهو وحدة إدارية في المستعمرات الإسبانية انبثقت منها لاحقًا جمهورية الإكوادور حاليًا. انتهت الحرب بهزيمة القوات الإسبانية في معركة بيشنشا في الرابع والعشرين من شهر مايو عام 1822، والتي أدت إلى استقلال كامل مجلس كيتو الملكي (يُشار إليه أحيانًا بـ رئاسة كيتو). تُعتبر حرب الاستقلال الإكوادورية جزءًا من حروب استقلال أمريكا الإسبانية التي اندلعت خلال العقدين الأولين من القرن التاسع عشر.

## بداية الحرب
بدأت الحملة العسكرية لاستقلال الأراضي التي تُعرف اليوم بالإكوادور عن الحكم الإسباني بعد مرور نحو 300 سنة على بداية الاستعمار الإسباني للأمريكيتين. كانت العاصمة الإكوادورية كيتو مدينة يقطنها نحو 10 آلاف نسمة. في العاشر من شهر أغسطس عام 1809، برزت المطالب الأولى للاستقلال عن إسبانيا في أمريكا اللاتينية من تلك المدينة، تحت قيادة الكريول في المدينة (الكريول هم سكان أمريكا من أصول أوروبية)، وتحديدًا كارلوس مونتوفار وإيوهينيو إسبيخو والقس كويرو إي كاييدو. لُقبت كيتو بـ وميض أمريكا: وانتشرت مطالب مدينة كيتو الداعية إلى الاستقلال في جميع أنحاء القارة.
في التاسع من أكتوبر عام 1820، أعلنت مدينة غواياكيل استقلالها عقب انتفاضة قصيرة ضد الحامية المحلية، ولم يسفر عن تلك الانتفاضة أي وفيات تقريبًا. نشأ ما عُرف بمجلس الحكومة أو خونتا دي غوبيرنو جرا تحالف قادة حركة استقلال غواياكيل، والتي تتألف من ضباط الجيش الاستعماري من فنزويلا والإكوادور والبيرو والمناصرين للاستقلال، بالإضافة إلى مفكرين ووطنيين إكوادوريين. عمل هؤلاء أيضًا على تجنيد قوة عسكرية للدفاع عن المدينة ونقل حركة الاستقلال إلى مقاطعات أخرى من البلد.
في تلك الأثناء، تكبدت إسبانيا خلال حروب استقلال أمريكا الجنوبية خسائرًا فادحة: فأمن انتصار سيمون بوليفار في معركة بوياكا (السابع من أغسطس عام 1819) استقلال النيابة الملكية على غواراندا الجديدة سابقًا. في الجنوب، قاد خوسي دي سان مارتن جيشه نحو ساحل البيرو في الثامن من سبتمبر عام 1820، ثم حضّر حملة سعيًا لاستقلال النيابة الملكية على البيرو.
انتشرت أنباء إعلان غواياكيل استقلالها عن إسبانيا بشكل سريع جدًا إلى المدن الأخرى في الرئاسة، وحذت عدة بلدات أخرى حذوها بشكل متتابع وسريع. أعلنت بورتوفيخو استقلالها في الثامن عشر من أكتوبر عام 1820، وأعلنت كوينكا –المركز الاقتصادي للمرتفاعات الجنوبية– استقلالها في الثالث من نوفمبر عام 1820. أصبح الوضع جاهزًا لبدء حملة تحرير كيتو.

## خونتا دي غواياكيل والتخطيط للهجوم
مُنحت الكتيبة العسكرية التي تأسست ومُولت في غواياكيل اسم فرقة حماية كيتو. كان الهدف المباشر للكتيبة هو التقدم نحو مدنيتي غواراندا وأمباتو في المرتفعات الوسطى، أملًا بضمهما إلى حركة الاستقلال وقطع كل سبل المواصلات الطرقية بين كيتو ومدينتي غواياكيل وكوينكا من أجل إعاقة تقدم الموالين للملكية من الشمال.
بدأت الفرقة التقدم انطلاقًا من السهول الساحلية نحو المرتفعات، وكانت تحت قيادة الكولونيل لويس أوردانيتا والكولونيل ليون فيبريس–كورديرو، وكلاهما من قادة تمرد غواياكيل. بحلول السابع من شهر نوفمبر، كان القائدان العسكريان جاهزين للزحف نحو جبال الأنديز. حقق المتمردون انتصارًا في المواجهة الأولى مع كتيبة من الموالين، ووقعت تلك المعركة في التاسع من نوفمبر عام 1920 في كامينو ريال، وهو ممر جبلي استراتيجي يصل بين غواياكيل وغواراندا. مهد هذا الانتصار الطريق أمام مرتفعات الأنديز، ما أدى إلى سقوط غواراندا في أيدي فرقة المتمردين بعد فترة قصيرة.
كان للأنباء التي تتحدث عن وجود جيش وطني في غواراندا أثرٌ مقصود: فأعلنت معظم البلدات في المرتفعات استقلالها بشكل متعاقب، فأعلنت لاتاكونغا وريوبامبا استقلالهما في 11 نوفمبر، بينما أعلنت أمباتو استقلالها في 12 نوفمبر من عام 1820. بحلول منتصف شهر نوفمبر، فقد الإسبان سيطرتهم على الرئاسة باستثناء كيتو والمناطق المحيطة بها في المرتفعات العليا. بدا أن تحرير كامل الأراضي أسهل مما هو متوقع.

## إسبانيا ترد
تبيّن أن آمال سكان أمريكا اللاتينية المتمثلة بالانتصار السريع مجرد أحلام لم تدم طويلًا. فقرر المشير ميكيور أيميريك، وهو رئيس مجلس كيتو الملكي والقائد الأعلى للقوات الملكية في رئاسة كيتو، التحرك على الفور. أُرسل جيشًا قوامه 5000 محارب تحت قيادة الكولونيل الإسباني المحنك فرانثسيكو غونزاليس جنوبًا للتصدي للجيش الوطني المؤلف من 2000 مقاتل، والمتمركز في أمباتو. في معركة واتشي الواقعة في 22 نوفمبر عام 1820، أنزل الجيش الملكي هزيمة فادحة بقوات أوردانيتا، فاضطر الأخير إلى التراجع بعدما تضرر جيشه بشدة إلى باباويو على السهول الساحلية.
حلّت الكارثة بالجيش الوطني. استمر الجيش الإسباني بالتقدم جنوبًا نحو كوينكا، وأعاد إخضاع جميع البلدات الكبرى على الطريق. في العشرين من ديسمبر عام 1820، وبعد هزيمة المدافعين عن مدينة كوينكا في معركة فيرديلوما، أعاد الجيش الملكي فرض سيطرته على المدينة.
أصدرت السلطات في غواياكيل في الحادي عشر من شهر نوفمبر عام 1820 مرسومًا لإنشاء مقاطعة غواياكيل الحرة، ونُظم فصيل من المقاتلين الضعفاء الذين نجوا من معركة واتشي، بالإضافة إلى بعض التعزيزات (بلغ عددهم 300 رجل، وبينهم 50 خيالة)، وأُمروا بالتصدي مرة أخيرة للإسبان في باباويو. لم يكن الجيش الملكي راغبًا بنزول السهول لملاقاة قوات الوطنيين، لذا أرسل الوطنيون بعض فرق حرب العصابات إلى المرتفعات، لكنهم تعرضوا لكمين وذُبحوا في الرابع من شهر يناير عام 1821 في معركة تانيساغوا. أُسر قائد قوات حرب العصابات، وهو الكولونيل إسباني المولد غابريل غارثيا غوميز، عقب المعركة، وأُعدم رميًا بالرصاص وقُطع رأسه، ثم أرسل رأسه إلى كيتو ليُعرض على مرأى العامة. وهكذا، إثر الفشل العسكري الكامل وبروز عددٍ من العمليات الانتقامية من طرف الملكيين ضد المدنيين من سكان مدن المرتفعات، انتهت محاولات مجلس غواياكيل الهادفة إلى استقلال رئاسة كيتو.

## سوكري يدخل المشهد
لم ينته الأمر على الفور، بل جاء العون أخيرًا. بحلول شهر فبراير عام 1821، وصلت المساعدة الأجنبية التي طلبها مجلس غواياكيل سابقًا في شهر أكتوبر، وتمثلت هذه المساعدة بالجنرال أنطونيو خوسي دي سوكري الذي أرسله الجنرال سيمون بوليفار رئيس كولومبيا الكبرى. والأهم من ذلك هو ما جلبه دي سوكري معه: ألف بندقية و50 ألف طلقة بندقية و8000 قطعة صغيرة من حجر الصوان و500 سيف و100 زوجٍ من المسدسات. كانت تعليمات دي سوكري واضحة: «تحرير العاصمة كيتو، والتي سيؤدي تحريرها إلى تحرير كامل المجلس» [هذا الاقتباس بحاجة لتوثيق]، وتلك الخطوة الأولى لعمليات لاحقة تهدف إلى تأمين كامل استقلال البيرو. أخبر بوليفار سكان غواياكيل أيضًا أنه سيبدأ حملة مماثلة من الشمال.

## معركة واتشي الثانية
بحلول شهر يوليو من عام 1821، أنهى سوكري تقريبًا نشر جيشه حول باباويو، وكان جاهزًا للتقدم نحو المرتفعات حالما يسمح الطقس بذلك. حاول أيميريك إحباط مخططات الوطنيين عبر الإطباق عليهم ووضعهم بين فكي كماشة: فقاد جيشه من غواراندا نزولًا إلى باباويو، بينما تقدم الكولونيل غونزاليس وجيشه من المرتفعات الجنوبية نزولًا نحو ياغواتشي، وذلك للهجوم على خاصرة جيش دي سوكري. لكن بفضل شبكة الجواسيس الجيدة، علم سوكري بنوايا أيميريك، وأرسل الجنرال جون ميرس للتصدي لغونزاليس. أدت المعركة التي وقعت قرب بلدة كوني في التاسع عشر من شهر أغسطس عام 1821 إلى تدمير جيش غونزاليس بالكامل. وعندما علم أيميريك بخسارة غونزاليس، سحب جيشه وتراجع نحو المرتفعات. لحقه سوكري، وتمكن جيشه الرئيس من احتلال غواراندا في الثاني من شهر سبتمبر عام 1821.